# 進藤蒼
進藤 蒼（しんどう あおい、2000年7月18日- ）は、日本の俳優、TikToker、アイドルグループ・BubbLEの元メンバー。

## 人物
趣味はゲーム、ジム、歌うこと。
好きな食べ物として松屋のうまトマハンバーグを挙げている。

## 出演

### 舞台
- MUSICAL「リフレインする君の声～encore 2023～」（2023年11月14日 - 19日、六行会ホール）-HIROMU 役[3]
- ミュージカル「マキャベリスト」（2025年1月16日-19日）-前橋将馬 役(Wキャスト)[4]
- 「チェリまほ The Musical」〜30歳まで童貞だと魔法使いになれるらしい〜（2025年4月11日 - 20日、Kanadevia Hall / 4月25日 - 27日、アイプラザ豊橋）-アンサンブル[5]
- 『カリスマ de ステージ』〜帰ろう！カリスマハウス〜（2025年8月29日 - 9月9日〈予定〉、品川プリンスホテル ステラボール) -アンサンブル[6]

### イベント
- グラブルExtraフェス2025 仙台(2025年7月5日 - 6日、夢メッセみやぎ)-パーシヴァル 役[7]
- グラブルExtraフェス2025 大阪(2025年8月2日 - 3日〈予定〉、インテックス大阪)-パーシヴァル 役